# Когле
Когле (фр. Coglès) насеље је и општина у северозападној Француској у региону Бретања, у департману Ил и Вилен која припада префектури Фужер.
По подацима из 2011. године у општини је живело 648 становника, а густина насељености је износила 37,65 становника/km². Општина се простире на површини од 17,21 km². Налази се на средњој надморској висини од 110 m метара (максималној 142 m, а минималној 70 m).

## Демографија
| 1962. | 1968. | 1975. | 1982. | 1990. | 1999. | 2011. |
| ----- | ----- | ----- | ----- | ----- | ----- | ----- |
| 856   | 795   | 730   | 652   | 609   | 566   | 648   |

График промене броја становника у току последњих година